# 선우순
선우 순(鮮于(金+筍), 1891년 3월 ~ 1933년 8월 8일)은 일제강점기의 언론인으로 친일 단체에서 활동했다. 동생인 선우갑 또한 거물 친일파 밀정으로 유명하다. 본관은 태원이다.

## 생애
평양에서 출생하였으며 성장 과정에 대해서는 잘 알려져 있지 않다. 박은식과 이동휘의 서북학회 기관지에 1909년 기고한 기록으로 보아 초년 시절에 민족주의적 계몽 운동에 참가했던 것으로 추정되고 있다. 이 무렵 대한매일신보 기자였다는 설도 있으나 역시 분명치 않다.
그는 1910년 일본어 신문인 평양신문 주필을 지냈고, 그해 보성법률상업전문학교를 졸업한 뒤 1914년에는 일본의 도시샤 대학을 나왔다. 도시샤 대학에서는 신학을 전공하여 전도사 수업을 받았다. 이 과정 또한 분명히 알려져 있지 않지만, 이명화는 일본 조합교회에서 설립한 평양기성교회 신자로서 일본인들의 눈에 들어 유학하게 된 것으로 추정하고 있다.
도시샤 대학을 졸업한 뒤 귀국한 선우순은 1915년 12월 기성교회의 전도사가 되어 조선총독부의 보호 아래 포교 활동을 하면서, 정미소를 운영하는 사업가로도 활동했다.
1919년 3·1 운동 이후 일본 조합교회의 대시국 특별 운동(對時局 特別 運動)이 전국에서 이어졌는데, 이때 선우순은 황해도, 평안남도, 평안북도에서 열린 강연회에 적극 참가하여 3·1 운동 후속 시위들을 진정시키고 독립은 불가능하다는 논리를 주지시키는 일에 뛰어들었다. 조선총독부에 민심의 현황을 보고하고 향후 총독부의 수습책을 건의하는 밀정 활동도 병행했다.
1920년 좀 더 조직적인 선전 작업을 위해 평안도 지방의 친일 인물들을 규합한 대동동지회(大東同志會)를 결성하고 회장에 취임했다. 선우순은 대동동지회 소속으로 전국을 순회하면서 영국의 잉글랜드와 스코틀랜드, 웨일스, 아일랜드처럼 일본과 융화하여 공존공영해야 한다는 논리를 펼쳤다. 대동동지회는 기관지 《대동신보》와 월간지 《공영(共榮)》을 발행하여 이러한 논리를 확대 재생산하는 데 이용했다.
그는 3·1 운동 이후의 맹렬한 활약으로 민원식, 유일선과 함께 이 시기를 대표하는 친일 인물로 급부상했다. 조선총독 사이토 마코토의 조선인 면회 횟수를 분석한 연구에 따르면, 선우순은 1919년부터 1921년까지 면담 횟수 1위(46회, 2위는 송병준의 33회), 1922년부터 1923년까지 2위(34회, 1위는 민흥식의 36회), 1924년부터 1926년까지 또다시 1위(39회, 2위는 이진호의 37회)로, 이 기간 중 사이토가 가장 가까이 한 인물이었다. 선우순은 1919년부터 1926년말까지 사이토와 119회나 밀담을 나누어 22일에 1회꼴이었다. 이러한 공을 인정받아 1921년 조선총독부 중추원의 참의로 임명되었다.
독립단 안주 지단장 홍이도(洪彞度) 등 몇 사람의 가출옥을 미끼로 금품을 사휘하고 피소된다. 총독부는 담당검사를 일본인으로 교체하면서까지 불기소 처분했다.
그 뒤로도 일선융화·공존공영 및 독립반대 운동을 하다가 1933년 사망했다.

## 사후
2002년 발표된 친일파 708인 명단과 2008년 공개된 민족문제연구소의 친일인명사전 수록예정자 명단에 선우갑과 함께 선정되었다. 2005년 고려대학교 교내 단체인 일제잔재청산위원회가 발표한 '고려대 100년 속의 일제잔재 1차 인물' 10인 명단에도 들어 있다.
2007년 대한민국 친일반민족행위진상규명위원회가 발표한 친일반민족행위 195인 명단에도 선우순, 선우갑 형제가 들어 있다.
조선총독 사이토를 가장 많이 면회한 인물은 밀정으로 악명 높은 선우순이다. 그는 1919년부터 1926년말까지 사이토와 119회나 밀담을 나누었다.

## 이름
기록에 따르면 선우순의 한자는 鮮于金筍으로 전한다. 그대로 읽으면 선우금순이 되지만 그냥 선우순이라고 부른다. 사실 금(金)자에 순(筍)자를 더한 '순' 자는 존재하지 않으며 같은 한자 문화권인 한국이나 일본, 중국 등에서도 쓰이지 않는 글자이다. 따라서 금(金)자가 누락되었는데 이것이 성을 바뀌었다는 뉘앙스를 풍긴다. 같은 평양 출신 가수인 선우일선은 본명이 최창선(崔昌善)이라고 알려져 있다. 유독 평안남도 평양 출신에는 선우순 외에도 선우갑, 선우일, 선우영빈 등 친일 전력자가 많아, 평안북도 정주 출신의 독립운동가 선우혁, 선우훈 등과 대조를 보였다.

## 참고 자료
- 친일반민족행위진상규명위원회 (2007년 12월). 〈선우순〉 (PDF). 《2007년도 조사보고서 II - 친일반민족행위결정이유서》. 서울. 1537~1557쪽쪽. 발간등록번호 11-1560010-0000002-10. [깨진 링크(과거 내용 찾기)]
- 반민족문제연구소 (1993년 3월 1일). 〈선우순 : 내선일체론의 나팔수 (이명화)〉. 《친일파 99인 2》. 서울: 돌베개. ISBN 978-89-7199-012-4.
- 임종국 (1991년 2월 1일). 〈고아 배정자를 이또가 밀정으로 양성〉. 《실록 친일파》. 반민족문제연구소 엮음. 서울: 돌베개. ISBN 8971990368.